# Pont de Torruella
El Pont de Torruella és una obra de Gurb (Osona) inclosa a l'Inventari del Patrimoni Arquitectònic de Catalunya.

## Descripció
Pont de tres arcs, tot de pedra amb baranes, els arcs són desiguals.Passa sobre la riera de Sorreig, afluent per la dreta del Ter.

## Història
Revista Vic, Els ponts del camí ral de Barcelona a Puigcerdà....fins a trobar el riu Sorreig, el límit entre els municipis de Gurb i Masies de Voltregà. Aquí es troba el pont de Torruella, un magnífic pont de tres arcades desiguals construït a finals del segle xiv, en un paratge molt bonic i sortosament poc profanat. Segons una contalla d'uns veïns se li deia "pont del diable".Segons una llegenda força comú, en molts ponts antics, que explica que el dimoni va fer el pont en una nit a canvi de l'ànima d'un traginer (A. Pladevall)